# 越年闘争

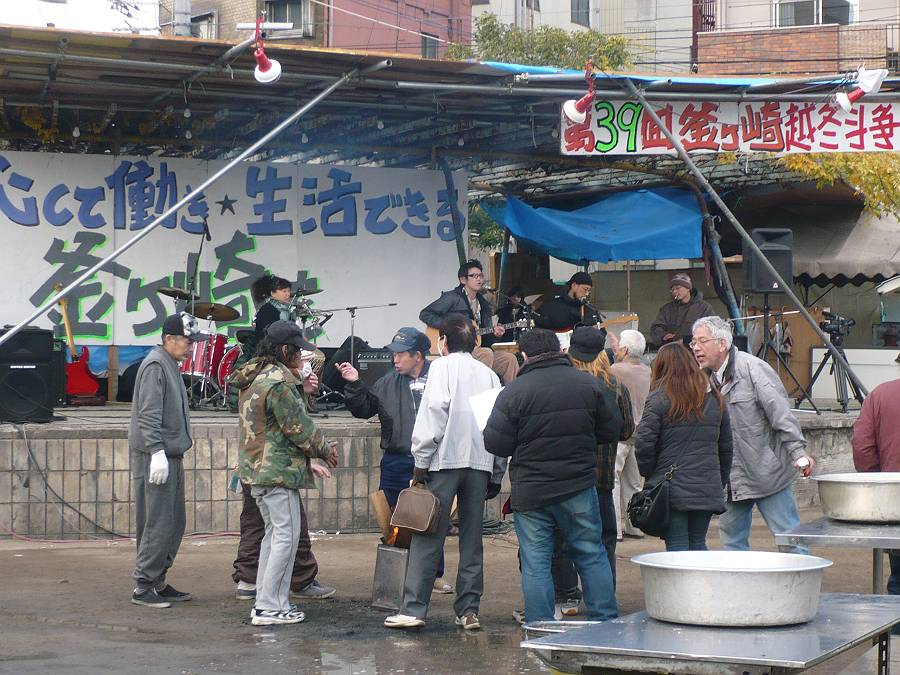
第39回釜ヶ崎越冬闘争（大阪市西成区あいりん地区）

越年闘争（えつねんとうそう）とは、年末年始の休日を生き残るためにドヤ街で行われる政治闘争を交えた各種活動のこと。「越冬闘争（えっとうとうそう）」ともいう。

## 概要
年末年始は、多くの企業が休日に設定している。しかし日雇い労働者にとっては、その間全く仕事がないことを意味し、まさに死活問題である。その対策として、行政は日雇い労働者に年末一時金を支給したり、慈善団体が炊き出しを行なったりしている。
越年闘争は窮民革命論の影響を受けた日本の新左翼の活動で、「一人の死者も出すな」の合言葉の下、炊き出しを通じて日雇い労働者の「団結」を促し、自党派へのオルグを進めていくものである。
日雇い労働者は、共産主義思想でいうところのルンペンプロレタリアートであるため、既成左翼のオルグの対象から外されていることが多い。新左翼は「ニッチを開拓する」意味も兼ねて日雇い労働者の支持を得ようとしているのである。
ドヤ街では、他の地域で余り目にすることがない新左翼のアジビラが貼られているのは、この越年闘争でドヤ街に食い込んでいるからである。

## 主な活動
- 日雇い労働者に対する炊き出し
- 餅つき大会などの各種イベントの開催
- 凍死者を出さないための各種医療活動
- 手配師（及びその背後にいるヤクザ）糾弾などの政治集会
- 「ヤクザや右翼の襲撃」から防衛するための警備活動